# Leichtathletik-Europameisterschaften 2016/5000 m der Männer

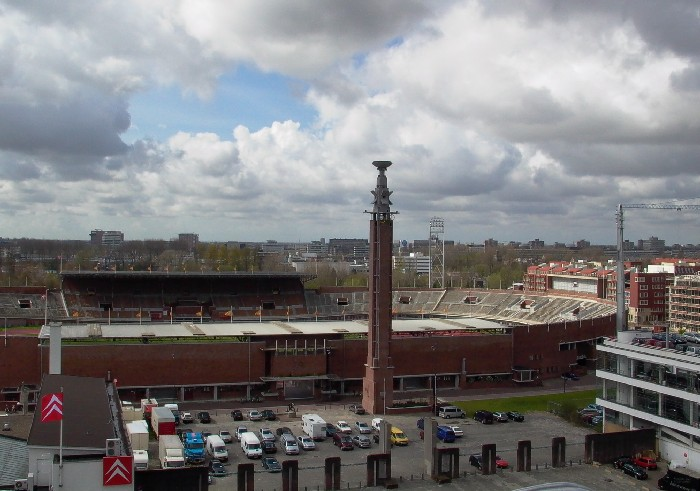
Das Olympiastadion in Amsterdam im Jahr 2005

Der 5000-Meter-Lauf der Männer bei den Leichtathletik-Europameisterschaften 2016 wurde am 10. Juli 2016 im Olympiastadion der niederländischen Hauptstadt Amsterdam ausgetragen.
In einem äußerst engen Rennen errangen die spanischen Läufer einen Doppelsieg. Europameister wurde Ilias Fifa. Silber ging an Adel Mechaal. Der Deutsche Richard Ringer gewann die Bronzemedaille. Alle Medaillengewinner waren bis auf die Hundertstelsekunde zeitgleich.

## Bestehende Rekorde
| Weltrekord           | 12:37,35 min | Kenenisa Bekele  | Hengelo, Niederlande         | 31. Mai 2004    |
| Europarekord         | 12:49,71 min | Mohammed Mourhit | Brüssel, Belgien             | 25. August 2000 |
| Meisterschaftsrekord | 13:10,15 min | Jack Buckner     | EM Stuttgart, BR Deutschland | 31. August 1986 |

Auch diesen Europameisterschaften wurde der bereits seit 1986 bestehende EM-Rekord in einem reinen Spurtrennen nicht angegriffen und hatte weiter Bestand. Die schnellste Zeit mit 13:40,85 min erzielten gemeinsam die Läufer auf den ersten drei Rängen, der spanische Europameister Ilias Fifa, der spanische Vizeeuropameister Adel Mechaal und der drittplatzierte Deutsche Richard Ringer. Damit blieben sie 30,70 s über dem Rekord. Zum Europarekord fehlten ihnen 51,14 s, zum Weltrekord 1:03,50 min.

## Doping
Der Italiener Jamel Chatbi, der zeitweise auch für Marokko startete, hatte zunächst Rang elf belegt. Er war auch über 3000 Meter Hindernis am Start und war dort zunächst Fünfter geworden. Chatbi wurde bei einer Trainingskontrolle während der Olympischen Spiele 2016, nachdem er sich ursprünglich für das Finale über 3000-Meter-Hindernis qualifiziert hatte, positiv auf das verbotene Mittel Clenbuterol getestet. Für Chatbi war es nach 2009 bereits sein zweiter positiver Befund auf die verbotene Substanz. Der neuerliche Befund führte zunächst zu einer Sperre für zwei Jahre und acht Monate bis April 2019, die wegen des bereits zweiten Vergehens von der italienischen Antidopingagentur NADO italia bis August 2024 verlängert wurde.

## Durchführung
Bei einem Teilnehmerfeld von nur neunzehn Läufern wurde auf eine Vorrunde verzichtet, alle Athleten gingen in ein gemeinsames Finale.

## Legende
| DOP | wegen Dopingvergehens disqualifiziert |

## Resultat

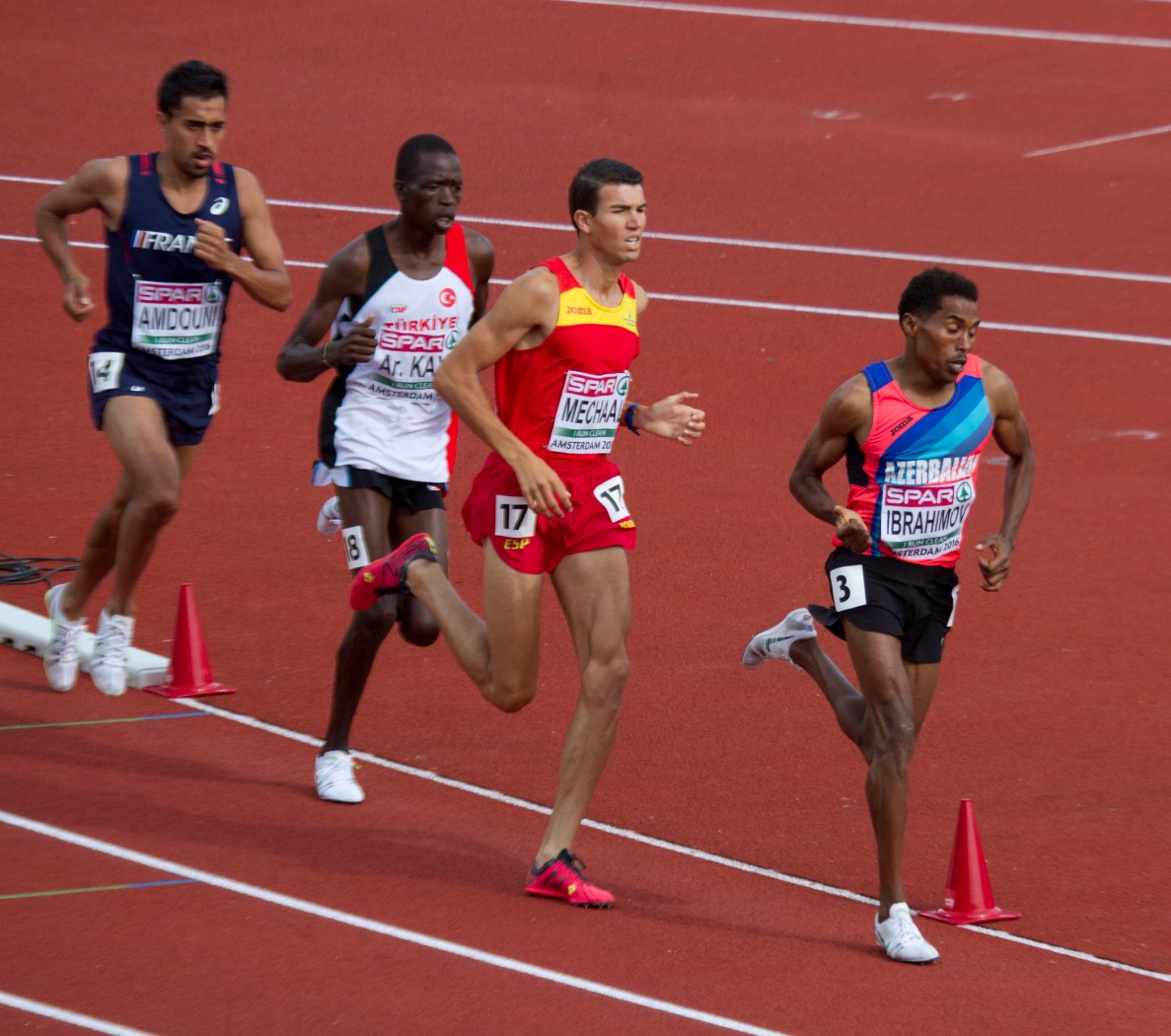
Szene aus dem 5000-m-Rennen (v. l. n. r.):
Morhad Amdouni, Aras Kaya, Adel Mechaal, Hayle İbrahimov

10. Juli 2016, 18:10 Uhr
| Platz | Name                | Nation         | Zeit (min) |
| ----- | ------------------- | -------------- | ---------- |
| 1     | Ilias Fifa          | Spanien        | 13:40,85   |
| 2     | Adel Mechaal        | Spanien        | 13:40,85   |
| 3     | Richard Ringer      | Deutschland    | 13:40,85   |
| 4     | Henrik Ingebrigtsen | Norwegen       | 13:40,86   |
| 5     | Morhad Amdouni      | Frankreich     | 13:40,94   |
| 6     | Hayle İbrahimov     | Aserbaidschan  | 13:42,20   |
| 7     | Florian Orth        | Deutschland    | 13:45.40   |
| 8     | Yemaneberhan Crippa | Italien        | 13:46,30   |
| 9     | Aras Kaya           | Türkei         | 13:47,42   |
| 10    | Martin Sperlich     | Deutschland    | 13:48,81   |
| 11    | Dennis Licht        | Niederlande    | 13:54,21   |
| 12    | Jonathan Taylor     | Großbritannien | 13:55,20   |
| 13    | Carlos Mayo         | Spanien        | 13:58,22   |
| 14    | Brenton Rowe        | Österreich     | 13:58,96   |
| 15    | Jonny Davies        | Großbritannien | 14:04,13   |
| 16    | Kevin Batt          | Irland         | 14:20,50   |
| 17    | Sindre Buraas       | Norwegen       | 14:26,05   |
| 18    | Mykola Nyzhnyk      | Ukraine        | 14:28,24   |
| DOP   | Jamel Chatbi        | Italien        | 13:49,93   |

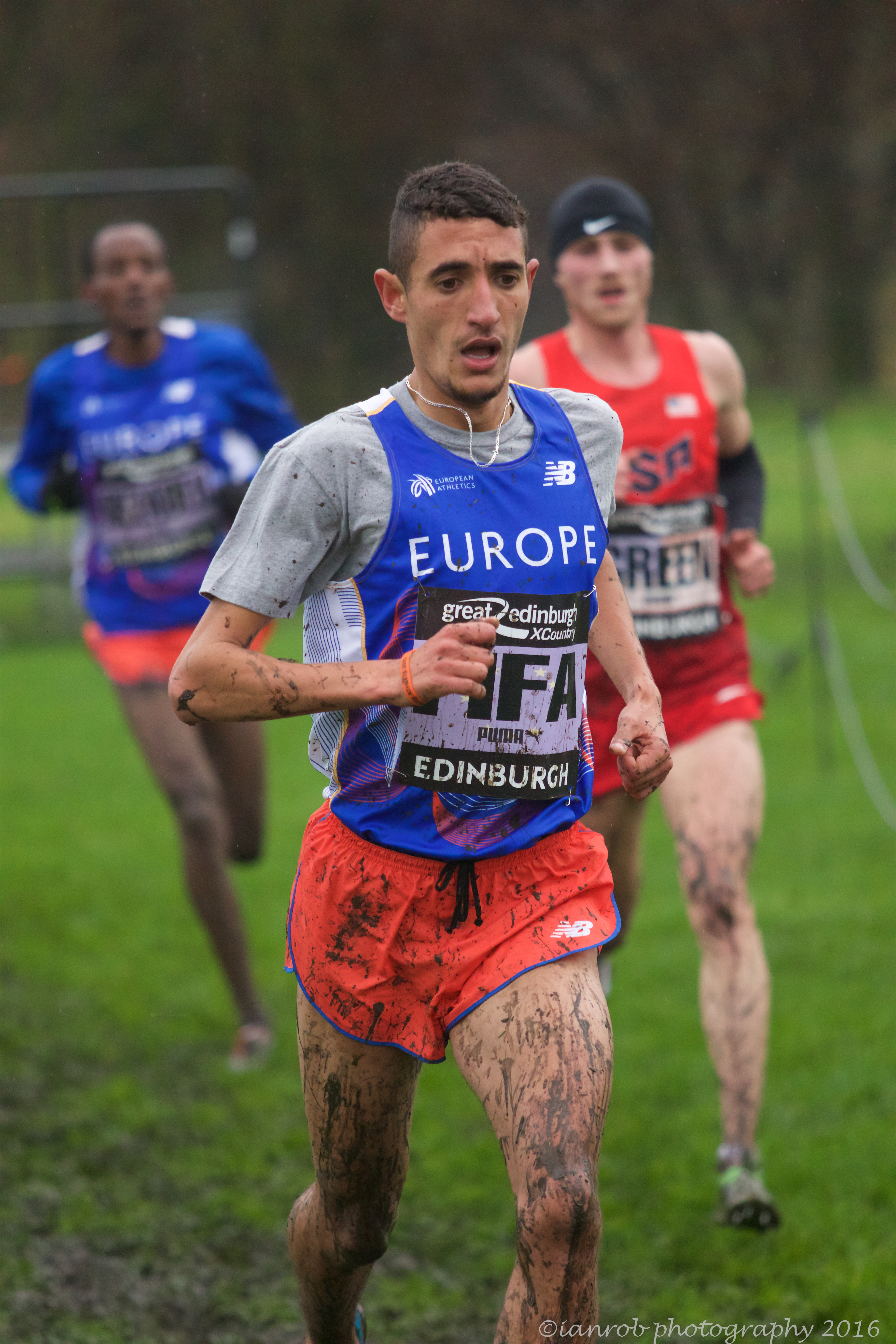
Europameister Ilias Fifa
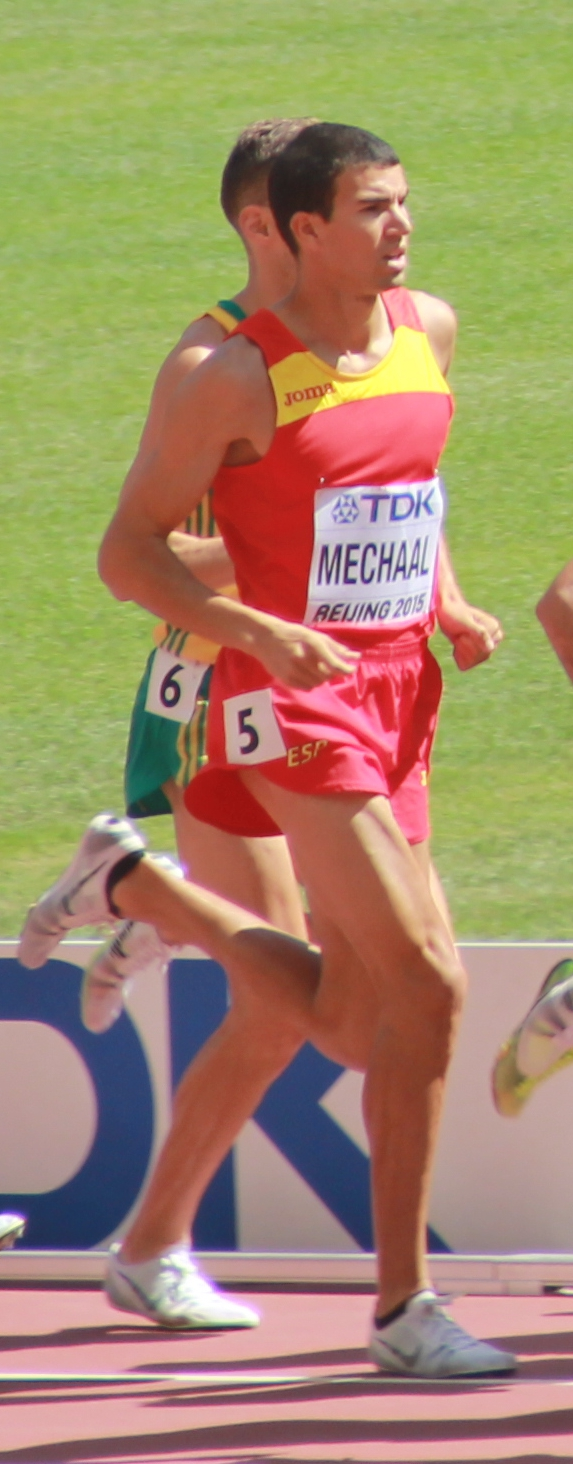
Vizeeuropameister Adel Mechaal
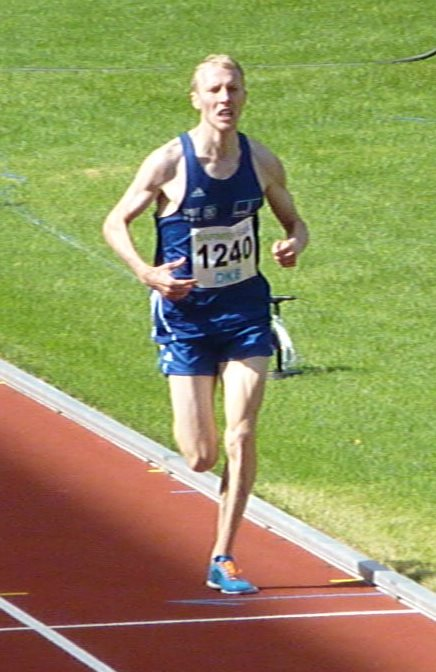
Bronzemedaillengewinner Richard Ringer

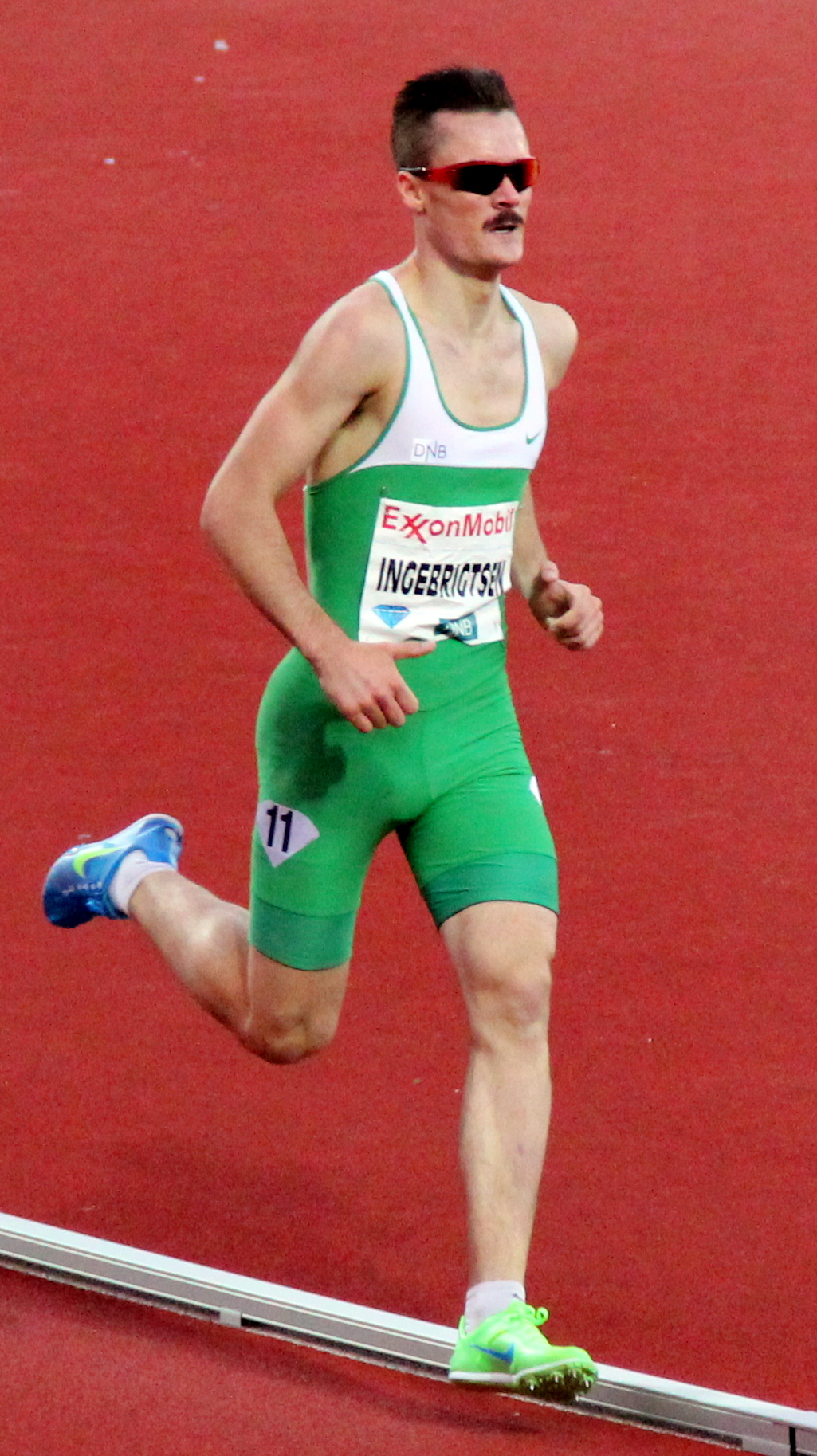
Henrik Ingebrigtsen belegte Rang vier
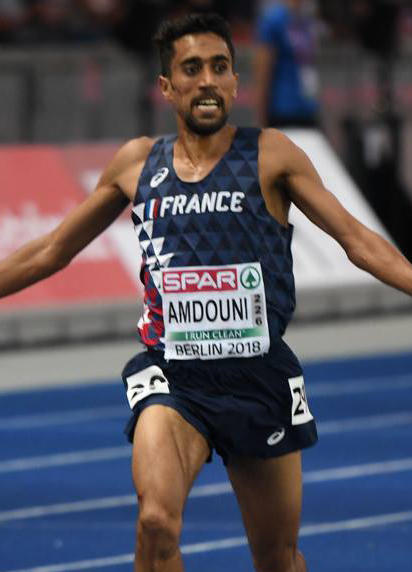
Morhad Amdouni wurde Fünfter
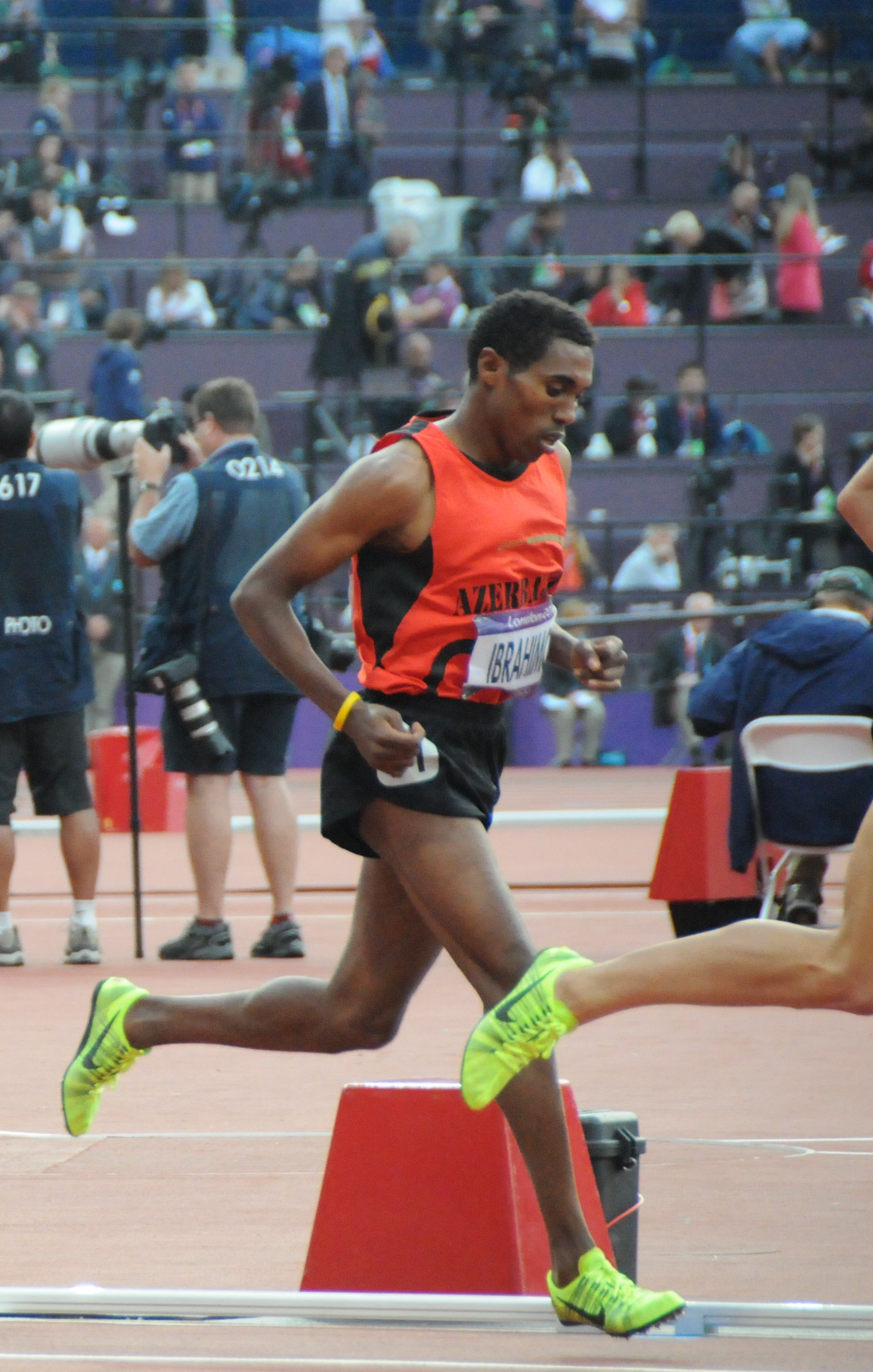
Hayle İbrahimov erreichte Platz sechs
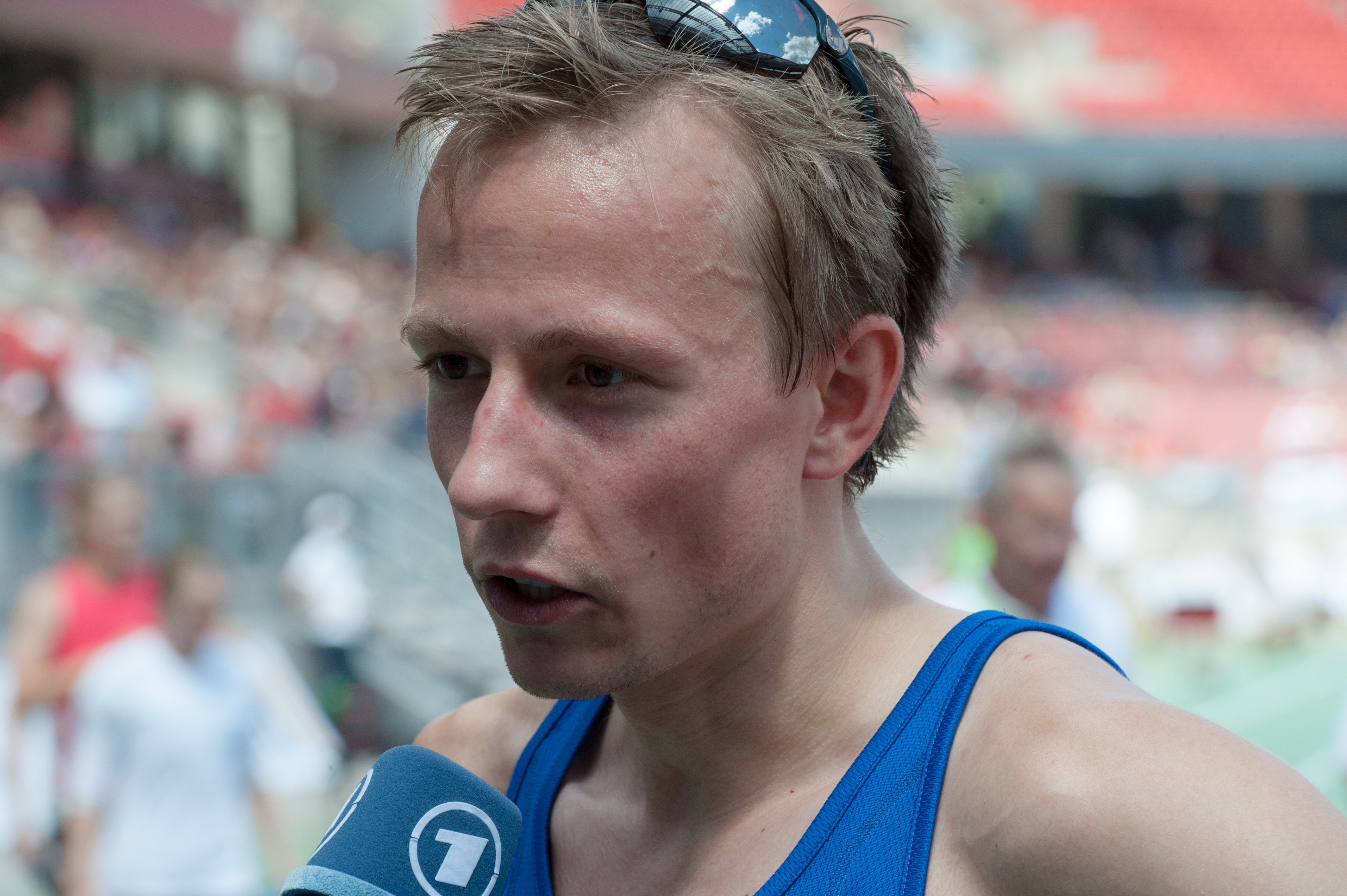
Florian Orth kam auf den siebten Platz

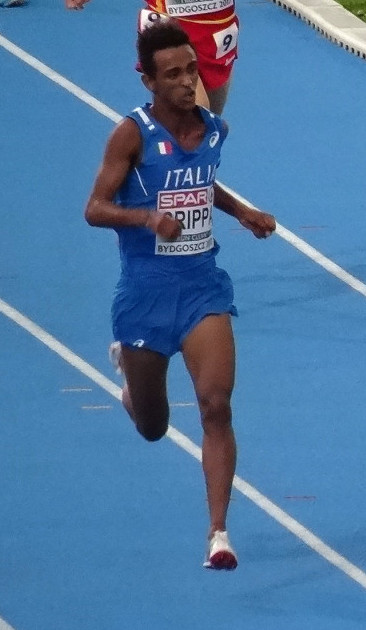
Yemaneberhan Crippa wurde Achter
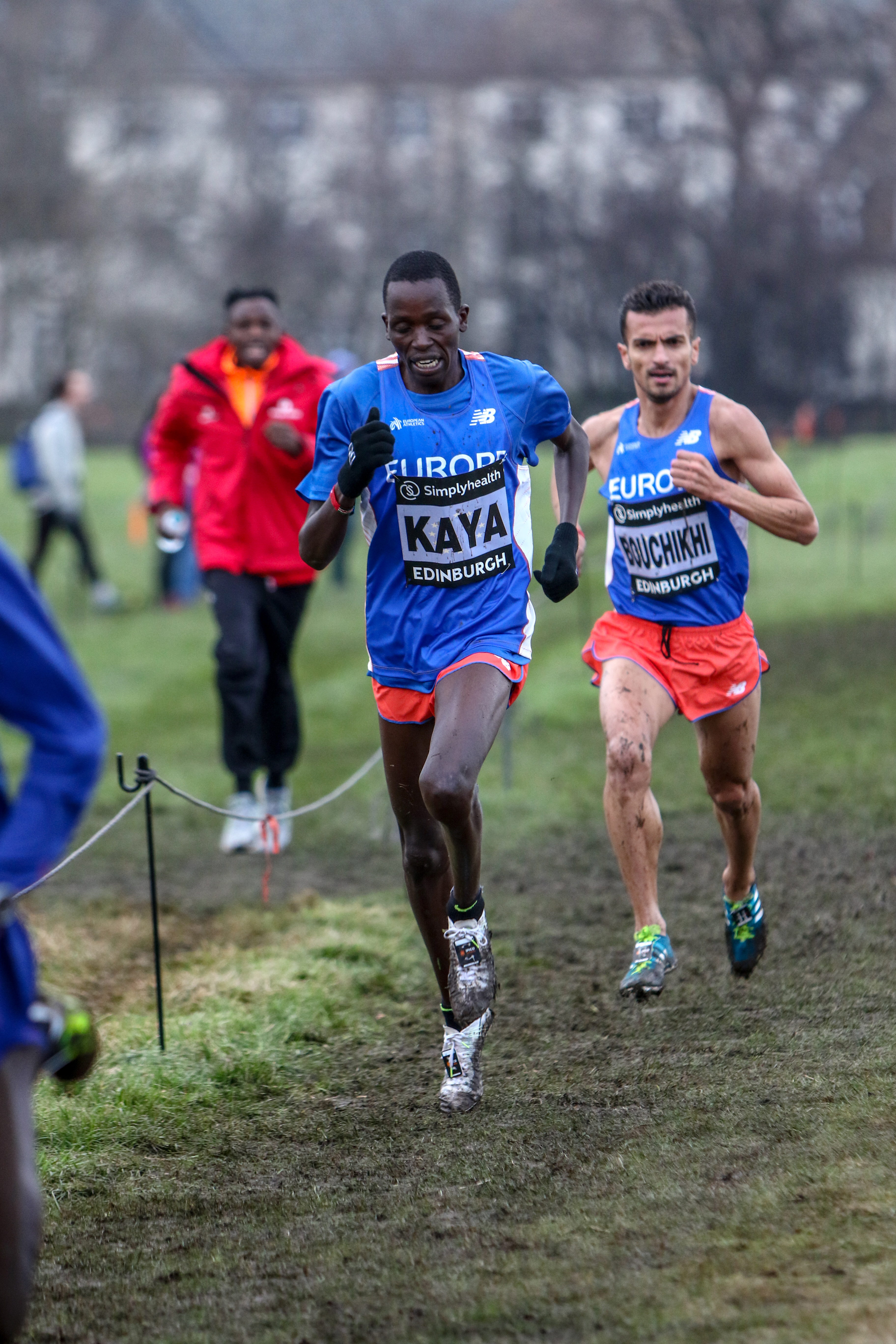
Aras Kaya – Platz neun
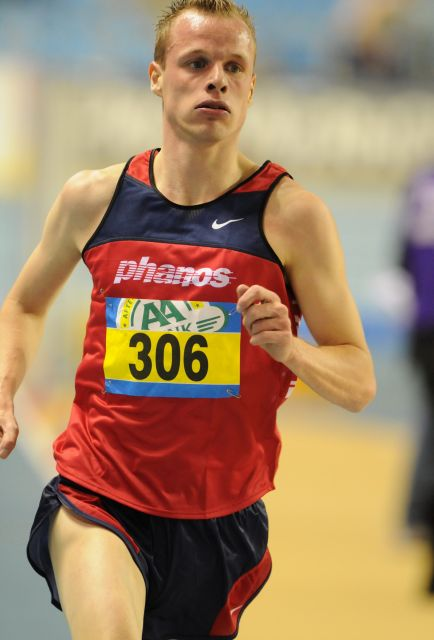
Dennis Licht – Platz elf

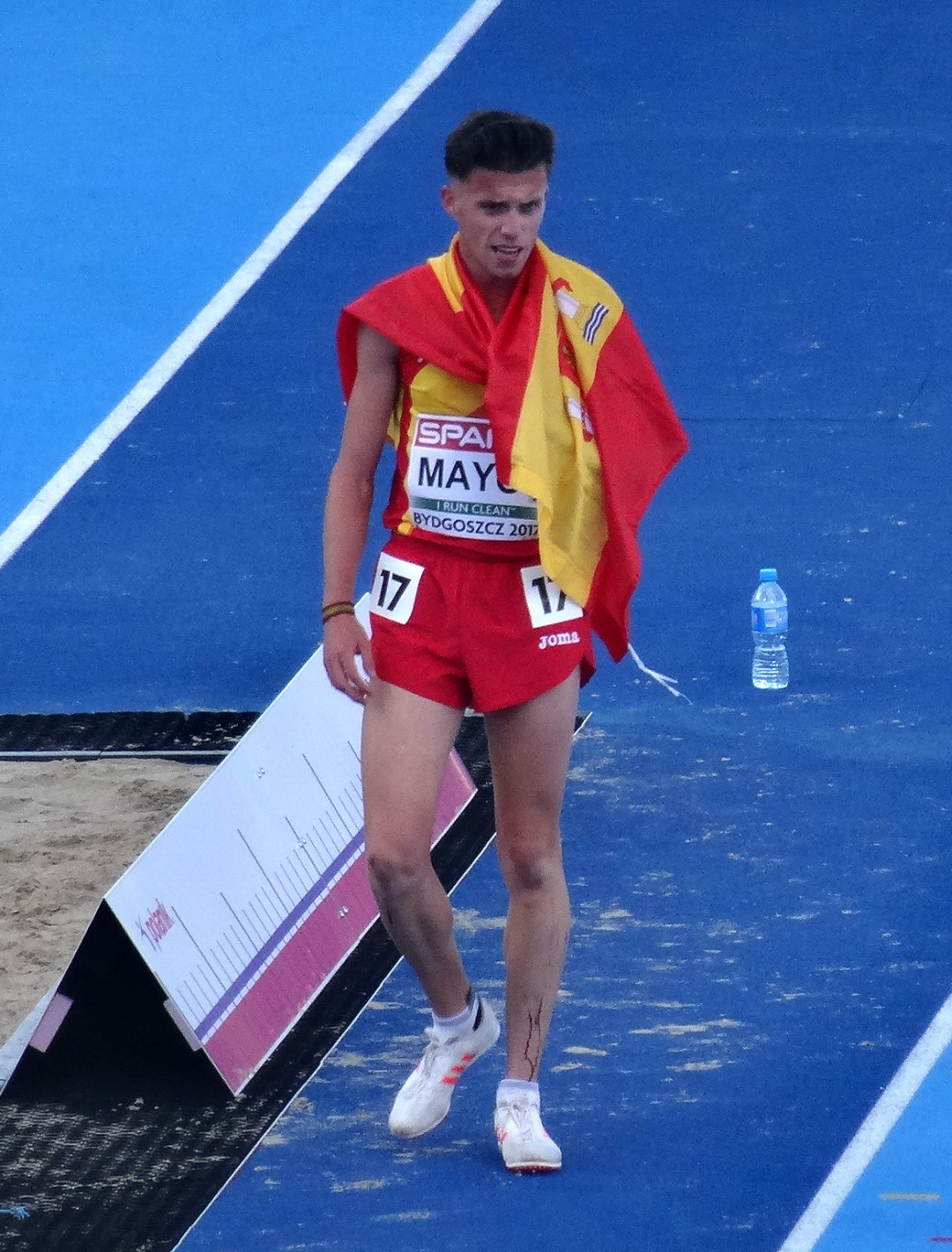
Carlos Mayo – Platz dreizehn
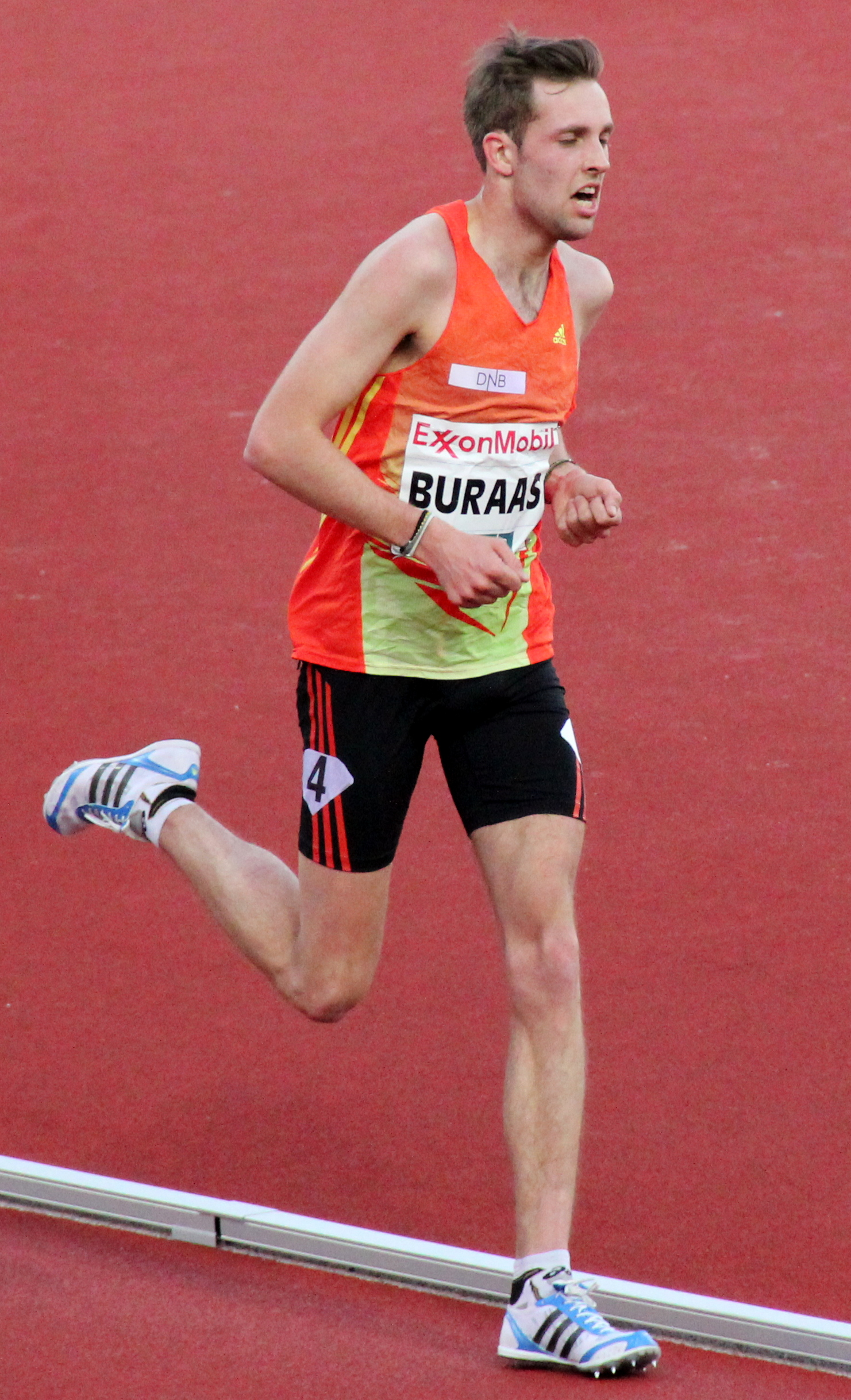
Sindre Buraas – Platz siebzehn
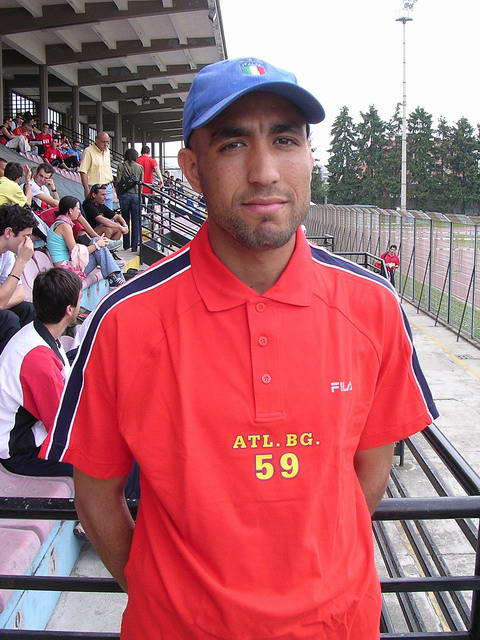
Der zum zweiten Mal wegen positiver Dopingproben disqualifizierte und gesperrte Jamil Chatbi

## Videolink
- 5000m Men's Final - European Athletics Championships 2016 FULL HD, youtube.com, abgerufen am 18. März 2023